# Muppet bébik (televíziós sorozat, 2018)
A Muppet bébik (eredeti cím: Muppet Babies) 2018 és 2022 között vetített amerikai számítógépes animációs vígjátéksorozat, amelyet Mr. Warburton és Chris Hamilton alkotott, az azonos című 1984 és 1991 között vetített amerikai televíziós rajzfilmsorozat remakeje.
Amerikában 2018. március 23-án tűzték műsorra a Disney Junioron. Magyarországon a Disney+ mutatta be 2022. július 13-án.

## Szereplők

### Főszereplők
| Szereplő   | Eredeti hang      | Magyar hang       | Leírás |
| ---------- | ----------------- | ----------------- | --- |
| Breki      | Matt Danner       | Posta Victor      | Kiegyensúlyozott és barátságos béka, aki szívesen játszik és zenél a bendzsójával. Azonban elég könnyen kiborul, általában a körülötte lévők bohóckodásai miatt. |
| Miss Röfi  | Melanie Harrison  | Kokas Piroska     | Temperamentumos és önző disznó, aki sztárnak tartja magát, és belezúgott Brekibe. Többnyire magas hangon beszél, de időnként nagyon elmélyül, amikor szenvedélyes vagy dühös lesz. |
| Topi Maci  | Eric Bauza        | Karácsonyi Zoltán | Vidám és bolondos medve, aki komikus szeretne lenni, de hasbeszélőként, bűvészként és zenészként is megmutatja képességeit, akárcsak két legjobb barátja, Breki és Rowlf. Bár imádnivaló és jószívű van egy pajkos vonása is, mivel előszeretettel űz tréfát a többi Muppettel. Könnyen megijed, mivel nem osztozik Gonzó paranormális és groteszk vonzalmában. |
| Gonzó      | Ben Diskin        | Seder Gábor       | Különc és kiszámíthatatlan tukánszerű lény, akit "akárminek" hívnak, és aki szeret mindent, ami furcsának tekinthető, különösen a horrorfilmeket, a gótikus regényeket, a paranormális jelenségeket és az összeesküvés-elméleteket, és olyan elképzelései vannak, mint például, hogy a vízilovaknak saját nyelvük van.                                          |
| Állat      | Dee Bradley Baker | Pál Tamás         | Egy őrjöngő szörnyeteg, aki szeret dobolni. |
| Summer     | Jessica DiCicco   | Engel-Iván Lili   | Jószívű és kedves pingvin a Déli-sarkról, aki imád művészkedni. Legjobb barátja Miss Röfi. |
| Miss Nanny | Jenny Slate       | Györfi Anna       | A Muppetek gondozója és a bölcsőde tulajdonosa, aki csak nyaktól lefelé látható. |

### Mellékszereplők
| Szereplő        | Eredeti hang      | Magyar hang      | Leírás |
| --------------- | ----------------- | ---------------- | --- |
| Camilla         | Melanie Harrison  |                  | Fehér csaj és Gonzo legjobb barátja. |
| Robin           | Eric Bauza        | Czető Ádám       | Kis ebihal, aki Breki unokaöccse. |
| Bunsen Honeydew | Eric Bauza        | Kapácsy Miklós   | Fiatal, feltörekvő tudós. |
| Sam             | Eric Bauza        | Fesztbaum Béla   | Sas, aki repülni tanul. |
| Mr. Statler     | Eric Bauza        | Melis Gábor      | Miss Nanny szomszédai, akik gyakran kommentálják a Muppetek tevékenységét a házuk erkélyéről.                                                                                     |
| Mr. Waldorf     | Matt Danner       |                  | Miss Nanny szomszédai, akik gyakran kommentálják a Muppetek tevékenységét a házuk erkélyéről.                                                                                     |
| Rowlf           | Matt Danner       | Dányi Krisztián  | Vidám és barátságos kutya, aki szeret énekelni és zenélni, jellemzően a zongorájával. Breki és Topi Maci legjobb barátja, gyakran a kettőjük közötti közvetítő szerepét tölti be. |
| Séf             | Matt Danner       | Elek Ferenc      | Svédül beszélő főzőcsodagyerek. |
| Rizzo           | Ben Diskin        | Fekete Zoltán    | Önző és szarkasztikus patkány, aki a Muppetek játszószobájának egérlyukában lakik.                                                                                                |
| Cukipofa        | Dee Bradley Baker | Schneider Zoltán | Ogre, aki a csecsemők bölcsődéjének szomszédságában lakik. |
| Scooter         | Ogie Banks        | Harcsik Róbert   | Fiatal fiú, aki zöld-sárga tréningdzsekit visel. |
| Skeeter         | Cree Summer       | Peller Anna      | Scooter sportos ikertestvére, aki sportos lila kabátot, baseball alakú órát és malacfarkat visel.                                                                                 |
| Carlos          | Todrick Hall      | Rada Bálint      | Kék béka. |
| Rozzie          | Charlie Townsend  | Szűcs Anna Viola | Fiatal koala, aki Breki örökbefogadott kishúga. |

### Magyar változat
- Főcím: Schmidt Andrea

## Évados áttekintés
| Évad | Évad        | Epizódok    | Eredeti sugárzás   | Eredeti sugárzás    | Magyar sugárzás  | Magyar sugárzás |
| Évad | Évad        | Epizódok    | Évadpremier        | Évadfinálé          | Évadpremier      | Évadfinálé      |
| ---- | ----------- | ----------- | ------------------ | ------------------- | ---------------- | --------------- |
|      | 1           | 20          | 2018. március 23.  | 2019. május 3.      | TBA              | TBA             |
|      | 2           | 21          | 2019. augusztus 9. | 2020. augusztus 21. | TBA              | TBA             |
|      | 3           | 30          | 2021. január 4.    | 2022. február 18.   | 2022. július 13. | TBA             |
|      | Különkiadás | Különkiadás | 2018. augusztus 3. | 2018. augusztus 3.  | TBA              | TBA             |

## Epizódok

### 1. évad (2018-2019)
| #   | Eredeti cím                                       | Magyar cím | Rendező   | Író                                    | Eredeti premier      | Magyar premier |
| --- | ------------------------------------------------- | ---------- | --------- | -------------------------------------- | -------------------- | -------------- |
| 1.  | Sir Kermit the Brave                              |            | Guy Moore | Robyn Brown                            | 2018. március 23.    |                |
| 1.  | Animal Fly Airplane                               |            | Guy Moore | Eric Shaw                              | 2018. március 23.    |                |
| 2.  | Hatastrophe                                       |            | Guy Moore | Laura Sreebny                          | 2018. március 23.    |                |
| 2.  | Fly South                                         |            | Guy Moore | Robyn Brown                            | 2018. március 23.    |                |
| 3.  | The Great Muppet Sport-A-Thon                     |            | Guy Moore | Michael Goldberg                       | 2018. március 30.    |                |
| 3.  | You Say Potato, I Say Best Friend                 |            | Guy Moore | Laura Sreebny                          | 2018. március 30.    |                |
| 4.  | Super Fabulous Vs. Captain Ice Cube               |            | Guy Moore | Robyn Brown                            | 2018. április 6.     |                |
| 4.  | Piggy's Time Machine                              |            | Guy Moore | Eric Shaw                              | 2018. április 6.     |                |
| 5.  | How Kermit Got His Groove                         |            | Guy Moore | Laura Sreebny                          | 2018. április 13.    |                |
| 5.  | One Small Problem                                 |            | Guy Moore | Robyn Brown                            | 2018. április 13.    |                |
| 6.  | The Blanket Fort                                  |            | Guy Moore | Niki Lytton                            | 2018. április 20.    |                |
| 6.  | Playground Pirates                                |            | Guy Moore | Laura Sreebny                          | 2018. április 20.    |                |
| 7.  | Summer Penguin, P.I.                              |            | Guy Moore | Robyn Brown                            | 2018. április 27.    |                |
| 7.  | You Ought to Be in Pictures                       |            | Guy Moore | Robyn Brown                            | 2018. április 27.    |                |
| 8.  | Kermit Levels Up                                  |            | Guy Moore | Robyn Brown                            | 2018. május 4.       |                |
| 8.  | Frogs of a Feather                                |            | Guy Moore | Laura Sreebny                          | 2018. május 4.       |                |
| 9.  | Animal Cleans Up                                  |            | Guy Moore | Glen Berger                            | 2018. június 8.      |                |
| 9.  | Best Pals Pizza Parlor Palace                     |            | Guy Moore | Travis Braun                           | 2018. június 8.      |                |
| 10. | The Good, The Bad, and The Froggy                 |            | Guy Moore | Dan Danko                              | 2018. június 15.     |                |
| 10. | Muppet Rock                                       |            | Guy Moore | Robyn Brown                            | 2018. június 15.     |                |
| 11. | Upside-Down Day                                   |            | Guy Moore | Dan Danko                              | 2018. június 29.     |                |
| 11. | Tooth and Consequences                            |            | Guy Moore | Peter Hirsch                           | 2018. június 29.     |                |
| 12. | The Great Gonzo's Desert Grand Prix               |            | Guy Moore | Travis Braun                           | 2018. július 20.     |                |
| 12. | Animal Kong                                       |            | Guy Moore | Robyn Brown                            | 2018. július 20.     |                |
| 13. | Bunsen Knows All                                  |            | Guy Moore | Steve Sullivan                         | 2018. augusztus 17.  |                |
| 13. | Doctor Fozzie                                     |            | Guy Moore | Robyn Brown                            | 2018. augusztus 17.  |                |
| 14. | Grandpa Camp                                      |            | Guy Moore | Matt Danner                            | 2018. szeptember 14. |                |
| 14. | A Backyard Divided                                |            | Guy Moore | Matt Danner                            | 2018. szeptember 14. |                |
| 15. | Happy Hallowocka!                                 |            | Guy Moore | Michael Goldberg                       | 2018. október 5.     |                |
| 15. | The Teeth-Chattering Tale of the Haunted Pancakes |            | Guy Moore | Robyn Brown                            | 2018. október 5.     |                |
| 16. | Kermit's Big Show                                 |            | Guy Moore | Dan Danko                              | 2018. november 9.    |                |
| 16. | A Very Muppet Babies Christmas                    |            | Guy Moore | Dan Danko                              | 2018. november 9.    |                |
| 17. | A Very Muppet Babies Christmas                    |            | Guy Moore | Robyn Brown                            | 2018. november 30.   |                |
| 17. | Summer's Super Fabulous Holiday Surprise          |            | Guy Moore | Eric Shaw                              | 2018. november 30.   |                |
| 18. | Summer the Great                                  |            | Guy Moore | Robyn Brown                            | 2019. január 4.      |                |
| 18. | Planet Gonzo                                      |            | Guy Moore | Eric Shaw                              | 2019. január 4.      |                |
| 19. | The Best, Best Friend                             |            | Guy Moore | Niki Lytton                            | 2019. március 15.    |                |
| 19. | Counting Kermits                                  |            | Guy Moore | Dan Danko                              | 2019. március 15.    |                |
| 20. | Puppy for a Day                                   |            | Guy Moore | Melanie Wilson Lebracio és Adam Wilson | 2019. május 3.       |                |
| 20. | No Laughing Matter                                |            | Guy Moore | Dan Danko                              | 2019. május 3.       |                |

### 2. évad (2019-2020)
| #   | #   | Eredeti cím                   | Magyar cím | Rendezte  | Írta                                           | Eredeti premier      | Magyar premier |
| --- | --- | ----------------------------- | ---------- | --------- | ---------------------------------------------- | -------------------- | -------------- |
| 21. | 1.  | The Froginizer                |            | Guy Moore | Kevin Hopps                                    | 2019. augusztus 9.   |                |
| 21. | 1.  | My Fair Animal                |            | Guy Moore | Dan Danko                                      | 2019. augusztus 9.   |                |
| 22. | 2.  | Starship Piggy                |            | Guy Moore | Max Beaudry                                    | 2019. augusztus 16.  |                |
| 22. | 2.  | My Buddy                      |            | Guy Moore | Melanie Wilson LaBracio és Adam Wilson         | 2019. augusztus 16.  |                |
| 23. | 3.  | Finders Keepers               |            | Guy Moore | Ghia Godfree                                   | 2019. augusztus 23.  |                |
| 23. | 3.  | Monster Next Door             |            | Guy Moore | Melanie Wilson LaBracio és Adam Wilson         | 2019. augusztus 23.  |                |
| 24. | 4.  | The Great Muppet Cook-Off     |            | Guy Moore | Melanie Wilson LaBracio és Adam Wilson         | 2019. szeptember 27. |                |
| 24. | 4.  | Animal and the Egg            |            | Guy Moore | Claudia Silver                                 | 2019. szeptember 27. |                |
| 25. | 5.  | Tagalong Polliwog             |            | Guy Moore | Francisco Paredes                              | 2019. október 25.    |                |
| 25. | 5.  | Sparkly Star Switcheroo       |            | Guy Moore | Dustin Ferrer                                  | 2019. október 25.    |                |
| 26. | 6.  | Mystery on the Muppet Express |            | Guy Moore | Ghia Godfree                                   | 2019. november 15.   |                |
| 26. | 6.  | Mister Manny                  |            | Guy Moore | Ghia Godfree                                   | 2019. november 15.   |                |
| 27. | 7.  | The Karate Club               |            | Guy Moore | Max Beaudry                                    | 2019. december 6.    |                |
| 27. | 7.  | Don't Over Duet               |            | Guy Moore | Max Beaudry                                    | 2019. december 6.    |                |
| 28. | 8.  | Run Fozzie Run                |            | Guy Moore | Max Beaudry és Ghia Godfree                    | 2019. december 13.   |                |
| 28. | 8.  | My Brother Vinny              |            | Guy Moore | Ghia Godfree                                   | 2019. december 13.   |                |
| 29. | 9.  | Beaker 2.0                    |            | Guy Moore | Adam Wilson és Melanie Wilson LaBracio         | 2020. január 3.      |                |
| 29. | 9.  | When You Wish Upon a Rizzo    |            | Guy Moore | Laura Sreebny                                  | 2020. január 3.      |                |
| 30. | 10. | Chicken Round-Up              |            | Guy Moore | Kevin Hopps                                    | 2020. január 31.     |                |
| 30. | 10. | When You Wish Upon a Rizzo    |            | Guy Moore | Summer's Snow Cone Stop                        | 2020. január 31.     |                |
| 31. | 11. | Wocka by Fozzie               |            | Guy Moore | Ghia Godfree                                   | 2020. február 28.    |                |
| 31. | 11. | Gonzo's Clean Sweep           |            | Guy Moore | Adam Wilson és Melanie Wilson LaBracio         | 2020. február 28.    |                |
| 32. | 12. | Meatball Mayhem               |            | Guy Moore | Dan Danko                                      | 2020. március 6.     |                |
| 32. | 12. | Bunsen Honeydew, Show Stopper |            | Guy Moore | Ghia Godfree                                   | 2020. március 6.     |                |
| 33. | 13. | Best Friends Fixer Uppers     |            | Guy Moore | Max Beaudry                                    | 2020. április 17.    |                |
| 33. | 13. | Gonzo's Coop Dreams           |            | Guy Moore | Max Beaudry                                    | 2020. április 17.    |                |
| 34. | 14. | Win a Twin                    |            | Guy Moore | Max Beaudry                                    | 2020. május 22.      |                |
| 34. | 14. | Skeeter and the Super Girls   |            | Guy Moore | Francisco Paredes                              | 2020. május 22.      |                |
| 35. | 15. | Animal Gets the Sneezies      |            | Guy Moore | Max Beaudry                                    | 2020. június 5.      |                |
| 35. | 15. | Library Leapfrog              |            | Guy Moore | Max Beaudry                                    | 2020. június 5.      |                |
| 36. | 16. | The Spoon in the Stone        |            | Guy Moore | Ghia Godfree                                   | 2020. június 19.     |                |
| 36. | 16. | Gonzonocchio                  |            | Guy Moore | Max Beaudry és Francisco Paredes               | 2020. június 19.     |                |
| 37. | 17. | Summer's Big Kerfloofle       |            | Guy Moore | Max Beaudry                                    | 2020. június 26.     |                |
| 37. | 17. | Frog Scouts                   |            | Guy Moore | Max Beaudry                                    | 2020. június 26.     |                |
| 38. | 18. | Animal and the Magic Mummy    |            | Guy Moore | Francisco Paredes                              | 2020. július 10.     |                |
| 38. | 18. | The Friends of Zorna Club     |            | Guy Moore | Max Beaudry                                    | 2020. július 10.     |                |
| 39. | 19. | Secret Agent Double-Oh-Frog   |            | Guy Moore | Hanah Lee Cook                                 | 2020. július 24.     |                |
| 39. | 19. | A Tale of Two Twins           |            | Guy Moore | Ghia Godfree                                   | 2020. július 24.     |                |
| 40. | 20. | Rise of the Pickler           |            | Guy Moore | Jeffrey King                                   | 2020. augusztus 7.   |                |
| 40. | 20. | Friend-a-versary              |            | Guy Moore | Ghia Godfree                                   | 2020. augusztus 7.   |                |
| 41. | 21. | Sherlock Nose                 |            | Guy Moore | Max Beaudry és Francisco Paredes               | 2020. augusztus 21.  |                |
| 41. | 21. | Block Busters                 |            | Guy Moore | Ghia Godfree, Max Beaudry és Francisco Paredes | 2020. augusztus 21.  |                |

### 3. évad (2021-2022)
| #   | #   | Eredeti cím                              | Magyar cím                      | Rendezte                   | Írta                                             | Eredeti premier      | Magyar premier   |
| --- | --- | ---------------------------------------- | ------------------------------- | -------------------------- | ------------------------------------------------ | -------------------- | ---------------- |
| 42. | 1.  | Oh Brother                               | Ó, tesó!                        | Guy Moore                  | Ghia Godfree                                     | 2021. január 4.      | 2022. július 13. |
| 42. | 1.  | Boo Boo Patrol                           | Bébi őrjárat                    | Jeremy Jensen              | Max Beaudry                                      | 2021. január 4.      | 2022. július 13. |
| 43. | 2.  | The Legend of El Tomahto                 | El Tomaho legendája             | Guy Moore                  | Max Beaudry                                      | 2021. január 5.      | 2022. július 13. |
| 43. | 2.  | Interplanetary Kickle Ball               | Bolygóközi ubilasztizás         | Jeremy Jensen              | Max Beaudry                                      | 2021. január 5.      | 2022. július 13. |
| 44. | 3.  | Summer's Disaster-Piece                  | Rövid, nyári szösszenet         | Guy Moore                  | Max Beaudry és Ghia Godfree                      | 2021. január 6.      | 2022. július 13. |
| 44. | 3.  | Farewell, Statler and Waldorf            | Viszlát, Statler és Waldorf!    | Jeremy Jensen              | Francisco Paredes                                | 2021. január 6.      | 2022. július 13. |
| 45. | 4.  | The Mystery of the Missing Pearls        | Az eltűnt gyöngyök rejtélye     | Guy Moore                  | Ghia Godfree                                     | 2021. január 7.      | 2022. július 13. |
| 45. | 4.  | Rowlf Gets the Blues                     | Rowlf és a nagy kékség          | Jeremy Jensen              | Max Beaudry                                      | 2021. január 7.      | 2022. július 13. |
| 46. | 5.  | The Copy Cub                             | Utánzós majom                   | Guy Moore                  | Ghia Godfree                                     | 2021. január 8.      | 2022. július 13. |
| 46. | 5.  | Animal Loses It                          | Állat vesztésre áll             | Jeremy Jensen              | Francisco Paredes                                | 2021. január 8.      | 2022. július 13. |
| 47. | 6.  | Gonzo's Bubble Trouble                   | Gonzo bubi bakija               | Jeremy Jensen              | Francisco Paredes                                | 2021. január 22.     | 2022. július 13. |
| 47. | 6.  | Fozzie Can't Bear It                     | Topi nem bírja                  | Guy Moore                  | Max Beaudry és Sarah Eisenberg                   | 2021. január 22.     | 2022. július 13. |
| 48. | 7.  | Muppet Space Camp                        | Muppet űrtábor                  | Guy Moore                  | Ghia Godfree és Max Beaudry                      | 2021. február 12.    | 2022. július 13. |
| 48. | 7.  | The Best Best Friend Beach Day           | A legeslegjobb baráti strandnap | Jeremy Jensen              | Ghia Godfree és Becky Wangberg                   | 2021. február 12.    | 2022. július 13. |
| 49. | 8.  | The Ribbiter                             | A Brekegő                       | Guy Moore                  | Francisco Paredes                                | 2021. február 26.    | 2022. július 13. |
| 49. | 8.  | Presto Uh Oh                             | Csiribá-áh-áh                   | Jeremy Jensen              | Becky Wangberg                                   | 2021. február 26.    | 2022. július 13. |
| 50. | 9.  | Lone Eagle                               | A magányos sas                  | Jeremy Jensen              | Max Beaudry                                      | 2021. március 12.    | 2022. július 13. |
| 50. | 9.  | The Fellowship of the Rainbow Yo-Yo      | A szivárvány jojó társasága     | Guy Moore                  | Francisco Paredes                                | 2021. március 12.    | 2022. július 13. |
| 51. | 10. | Kermit and Fozzie's Eggcellent Adventure |                                 | Guy Moore                  | Max Beaudry                                      | 2021. március 26.    |                  |
| 51. | 10. | Animal and the Little Accident           |                                 | Jeremy Jensen              | Ghia Godfree                                     | 2021. március 26.    |                  |
| 52. | 11. | Backyard Safari                          |                                 | Jeremy Jensen              | Francisco Paredes                                | 2021. április 16.    |                  |
| 52. | 11. | The Invisible Frog                       |                                 | Guy Moore                  | Francisco Paredes                                | 2021. április 16.    |                  |
| 53. | 12. | Best Pals Pizza Delivery                 |                                 | Jeremy Jensen              | Max Beaudry                                      | 2021. április 23.    |                  |
| 53. | 12. | Summer the Science Penguin               |                                 | Guy Moore                  | Ghia Godfree                                     | 2021. április 23.    |                  |
| 54. | 13. | A Very Sticker Situation                 |                                 | Jeremy Jensen              | Francisco Paredes                                | 2021. április 30.    |                  |
| 54. | 13. | Boo Boo Bamboozle                        |                                 | Guy Moore                  | Francisco Paredes                                | 2021. április 30.    |                  |
| 55. | 14. | It's Not Easy Being Greeny               |                                 | Guy Moore                  | Robyn Brown                                      | 2021. május 7.       |                  |
| 55. | 14. | Dueling Harmonicas                       |                                 | Jeremy Jensen              | Becky Wangberg                                   | 2021. május 7.       |                  |
| 56. | 15. | Best in Chicken Show                     |                                 | Jeremy Jensen              | Max Beaudry                                      | 2021. május 14.      |                  |
| 56. | 15. | No Takesies Backsies                     |                                 | Guy Moore                  | Francisco Paredes                                | 2021. május 14.      |                  |
| 57. | 16. | Sam and the Skyscraper                   |                                 | Jeremy Jensen              | Hanah Lee Cook                                   | 2021. június 25.     |                  |
| 57. | 16. | Animal Too Loud                          |                                 | Guy Moore                  | Sarah Eisenberg                                  | 2021. június 25.     |                  |
| 58. | 17. | Rozzie and the Big Bad Sound             |                                 | Jeremy Jensen              | Ghia Godfree                                     | 2021. július 2.      |                  |
| 58. | 17. | Muppets of the Caribbean                 |                                 | Guy Moore                  | Becky Wangberg                                   | 2021. július 2.      |                  |
| 59. | 18. | Robin Digs Deep                          |                                 | Guy Moore                  | Max Beaudry                                      | 2021. július 9.      |                  |
| 59. | 18. | Fozzie and the Fairy Tea Party           |                                 | Jeremy Jensen              | Sarah Eisenberg                                  | 2021. július 9.      |                  |
| 60. | 19. | Gonzo-rella                              |                                 | Guy Moore                  | Ghia Godfree                                     | 2021. július 23.     |                  |
| 60. | 19. | Summer's Car Trouble                     |                                 | Jeremy Jensen              | Max Beaudry és Francisco Paredes                 | 2021. július 23.     |                  |
| 61. | 20. | Rootin' Tootin' Sheriff Showdown         |                                 | Guy Moore                  | Sarah Eisenberg                                  | 2021. augusztus 13.  |                  |
| 61. | 20. | The Trouble with Chickies                |                                 | Jeremy Jensen              | Becky Wangberg                                   | 2021. augusztus 13.  |                  |
| 62. | 21. | Phantom of the Dollhouse                 |                                 | Guy Moore                  | Max Beaudry                                      | 2021. augusztus 27.  |                  |
| 62. | 21. | Tarzanimal                               |                                 | Jeremy Jensen              | Becky Wangberg                                   | 2021. augusztus 27.  |                  |
| 63. | 22. | Scooter MVP                              |                                 | Guy Moore                  | Ghia Godfree                                     | 2021. szeptember 17. |                  |
| 63. | 22. | Rizzo for Mayor                          |                                 | Jeremy Jensen              | Max Beaudry                                      | 2021. szeptember 17. |                  |
| 64. | 23. | Kitchen Catastrophe                      |                                 | Jeremy Jensen              | Max Beaudry                                      | 2021. szeptember 24. |                  |
| 64. | 23. | Kermit Gets the Grumpies                 |                                 | Mr. Warburton              | Max Beaudry és Francisco Paredes                 | 2021. szeptember 24. |                  |
| 65. | 24. | Oh My Gourd                              | Tök-életes                      | Jeremy Jensen              | Ghia Godfree és Max Beaudry                      | 2021. október 1.     |                  |
| 65. | 24. | The Curse of the Wereanimal              | A vérállat átok                 | Guy Moore                  | Sarah Eisenberg                                  | 2021. október 1.     |                  |
| 66. | 25. | Moon Muffins                             |                                 | Guy Moore                  | Francisco Paredes                                | 2021. október 15.    |                  |
| 66. | 25. | Muppet Newsflash                         |                                 | Jeremy Jensen              | Sarah Eisenberg & Becky Wangberg                 | 2021. október 15.    |                  |
| 67. | 26. | Eagle in the Middle                      |                                 | Jeremy Jensen              | Hanah Lee Cook                                   | 2021. november 12.   |                  |
| 67. | 26. | Rizzo's Space Race"                      |                                 | Guy Moore                  | Sarah Eisenberg és Becky Wangberg                | 2021. november 12.   |                  |
| 68. | 27. | It's a Wonderful Elf-bot                 |                                 | Mr. Warburton              | Sarah Eisenberg, Ghia Godfree és Becky Wangberg; | 2021. november 27.   |                  |
| 68. | 27. | A Merry Litter Christmas                 |                                 | Jeremy Jensen              | Ghia Godfree                                     | 2021. november 27.   |                  |
| 69. | 28. | A Mitzvah for Miss Nanny                 |                                 | Jeremy Jensen              | Sarah Eisenberg és Becky Wangberg                | 2021. november 28.   |                  |
| 69. | 28. | Winter Sport-a-thon                      |                                 | Guy Moore                  | Max Beaudry                                      | 2021. november 28.   |                  |
| 70. | 29. | Happy Villain-tine's Day                 |                                 | Guy Moore                  | Sarah Eisenberg                                  | 2022. január 14.     |                  |
| 70. | 29. | My Best Toy's Wedding                    |                                 | Jeremy Jensen              | Becky Wangberg                                   | 2022. január 14.     |                  |
| 71. | 30. | The Muppet Babies Show                   |                                 | Jeremy Jensen és Guy Moore | Sarah Eisenberg, Ghia Godfree és Becky Wangberg  | 2022. február 18.    |                  |

### Különkiadás
| Eredeti cím                          | Magyar cím | Rendező   | Író                                                         | Eredeti premier    | Magyar premier |
| ------------------------------------ | ---------- | --------- | ----------------------------------------------------------- | ------------------ | -------------- |
| Muppet Babies: Show and Tell Special |            | Guy Moore | Robyn Brown, Amy Keating Rogers, Eric Shaw és Laura Sreebny | 2018. augusztus 3. |                |